# Bror Östman
Bror Gunnar Östman född 10 oktober 1928 i Själevad i  Örnsköldsviks kommun, Västernorrland, död 23 april 1992 i Örnsköldsvik, var en svensk backhoppare som tävlade under 1950-talet. Han tävlade för IF Friska Viljor.

## Karriär
Bror Östman vann svenska mästerskapen i backhoppning fyra gånger, 1951, 1953, 1955 och 1956. Han vann backhoppningen i  Svenska Skidspelen 1957 i Skellefteå. 
Östmans första stora internationella tävling var tävlingen i Holmenkollen under olympiska spelen i Oslo 1952. Backhoppstävlingen avhölls sista dagen av OS inför ungefär 150.000 åskådare. Efter första omgången låg Bror Östman på delat femteplats. Tyvärr föll han i andra omgången och hamnade till slut på 32:e plats.
Under världsmästerskapen i nordisk skidsport 1954 på hemmaplan i Falun vann Bror Östman en bronsmedalj i backhoppningen. Matti Pietikäinen från Finland vann guldet med god marginal (10,0 poäng). Veikko Heinonen säkrade en dubbel för Finland, men Östman var bara 0,5 poäng efter silvermedaljören.
Östman deltog också under OS i Cortina d’Ampezzo 1956. Backhoppstävlingen hölls vid "Trampolina Italia" med K-punkt på 72 meter. Spelen i Cortina markerade sluten på norsk hegemoni inom backhoppningen. (Bästa norrman blev nummer 9.) Antti Hyvärinen och Aulis Kallakorpi vann en dubbel för Finland. Bror Östman blev nummer 14.